# LIDAS
LIDAS (skraćeno od  LIpanjski Dani Amaterskog Stvaralaštva) kulturna je manifestacija koja se svake godine krajem mjeseca lipnja održava u Pleternici. Traje dva dana, a na njemu nastupaju kulturno-umjetnička društva iz raznih dijelova Hrvatske te susjednih država.

## Povijest
Događaj ja nastao iz težnje da se sačuva tradicija i narodno blago lokalnog pleterničkog kraja. Prvi LIDAS održan je 22. lipnja 1983. godine. Domaćin i organizator smotre je KUD Orljava Pleternica.

## LIDAS danas
Ugledu ove smotre danas pridonose sadržaji poput likovnih, etnografskih i raznih drugih izložbi te predstavljanja knjiga. Likovno-reklamna ponuda očituje se u uređenju grada, kao i u nizu sitnih elemenata: doček gostiju na ulazima u mjesto, ugostiteljska i gastro ponuda, opremanje konjskih zaprega, prodaja predmeta starih obrta, licitari i sl. Odabir najljepših narodnih nošnji vrši se u kategorijama "baje", "snaše" i "djevojke". Kandidati i kandidatkinje dolaze opremljeni kao kosci, čaje, djeveri, prelje, reduše, žetelice te ručkonoše.
U okviru LIDAS-a održava se i Smotra dječjeg folklora i Dječji festival "Cvjetići glazbe". Dječji folklor osnova je za nastavak i prenošenje kulture zavičajnog kraja i ima sve bitne elemente predajne kulture. Cvjetići glazbe dječji su festival tamburaške glazbe, u kojem sudjeluju djeca do 12 godina.